# Elousa includens
Elousa includens är en fjärilsart som beskrevs av Walker 1858. Elousa includens ingår i släktet Elousa och familjen nattflyn. Inga underarter finns listade i Catalogue of Life.